# Edward Capell
Edward Capell (geboren am 11. Juni 1713; gestorben am 24. Februar 1781)  war ein englischer Shakespeare-Gelehrter.

## Leben und Werk
Capell wurde in Troston Hall in Suffolk geboren. Durch die Empfehlung von Charles FitzRoy wurde er 1737 mit einem Gehalt von £200 pro Jahr zum Inspektor der britischen Theater-Zensurbehörde berufen. 1745 wurde er Kammerherr am Hof von König Georg II.
Im Jahr 1760 erschien die von ihm herausgegebene Sammlung Prolusions, or, Select Pieces of Ancient Poetry. Sie enthielt das Drama Edward III, das er zu den Shakespeare-Apokryphen zählte. Seine Kritik an der Shakespeare-Ausgabe von Sir Thomas Hanmer veranlasste ihn dazu, eine eigene Gesamtausgabe auf der Grundlage der frühen Drucke in Angriff zu nehmen. Er sammelte und verglich die erhaltenen Quarto- und Folioversionen und stellte 1768 seine zehnbändige Werkausgabe vor, die von heutigen Wissenschaftlern als „bemerkenswert sauberer Text“ gelobt wird. Seine Einleitung wurde in den späteren Ausgaben von Samuel Johnson und George Steevens als Anhang nachgedruckt. Er veröffentlichte 1774 den ersten Teil eines Kommentarwerkes, das 1783, zwei Jahre nach seinem Tod von John Churton Collins unter dem Titel Notes and Various Readings of Shakespeare herausgegeben wurde. Es enthält zahlreiche Hinweise auf die Quellen, die Shakespeare verwendet hat. Collins behauptete später, Steevens habe die Arbeiter beim Druck von Capells Ausgabe bestochen und so die Anmerkungen von Capell für seine eigene Ausgabe gestohlen. Neben der Gesamtausgabe besorgte Capell 1758 zusammen mit David Garrick eine Einzelausgabe von Antonius und Cleopatra, die für Aufführungen eingerichtet war.
Capells Ausgabe wurde bis 1813 sechsmal nachgedruckt. Er starb am 24. Februar 1781 im Inner Temple.

## Ausgewählte Werke
- Prolusions, or, Select Pieces of Ancient Poetry.  1760.
- Mr. William Shakespeare. His Comedies, Histories, and Tragedies.  10 Vol. London 1767-68.
- Notes and Various Readings.  (Vol. I 1744; Vol. I–III 1779–1783).
- School of Shakespare.  (Enthalten in: „Notes...“)

## Hinweis
- Dieser Artikel enthält Text aus Werken, die nicht mehr urheberrechtlich geschützt sind.
- Beesly, Augustus Henry (1887): „Capell, Edward“. In Stephen, Leslie. Dictionary of National Biography 9. London: Smith, Elder & Co. pp. 19 – 20.
- Hugh Chisholm (Hrsg.), 1911, „Capell, Edward“. Encyclopædia Britannica (11. Ausgabe). Cambridge University Press